# Kandersteg
Kandersteg är en ort och kommun i distriktet Frutigen-Niedersimmental i kantonen Bern, Schweiz. Kommunen har 1 308 invånare (2023). Här ligger Kandersteg International Scout Centre som varje år har runt 10 000 besökare.